# HD 154857 b
HD 154857 b é um planeta extrassolar que orbita a estrela subgigante de classe G HD 154857, localizada a aproximadamente 210 anos-luz (64 parsecs) da Terra na constelação de Ara. É um gigante gasoso com uma massa mínima de 2,24 ± 0,05 vezes a massa de Júpiter. Orbita a estrela a uma distância média de 1,29 UA em 409 dias, com uma excentricidade moderada de 0,46. Foi detectado em 2004 pelo espectrômetro do Telescópio Anglo-Australiano.